# Gyalidea dodgei
Gyalidea dodgei är en lavart som beskrevs av Vezda. Gyalidea dodgei ingår i släktet Gyalidea och familjen Gomphillaceae.   Inga underarter finns listade i Catalogue of Life.